# Verzorgingsplaats De Buunderkamp
Verzorgingsplaats De Buunderkamp is een Nederlandse verzorgingsplaats, gelegen aan de A12 Den Haag-Beek tussen afritten 24 en 25 nabij Ede. De naam komt van een bosgebied ten noordwesten van Wolfheze.
In 2015 werd de verzorgingsplaats in verband met de verbreding van de A12 gesloopt en een half jaar later iets zuidelijker weer aangelegd. 
Aan de andere kant van de snelweg ligt verzorgingsplaats 't Ginkelse Zand. 